# Pseudocoremia colpogramma
Pseudocoremia colpogramma là một loài bướm đêm trong họ Geometridae.